# Ōma
Ōma (大間町, Ōma-machi) est un bourg situé dans le district de Shimokita (préfecture d'Aomori), au Japon.

## Géographie

### Situation

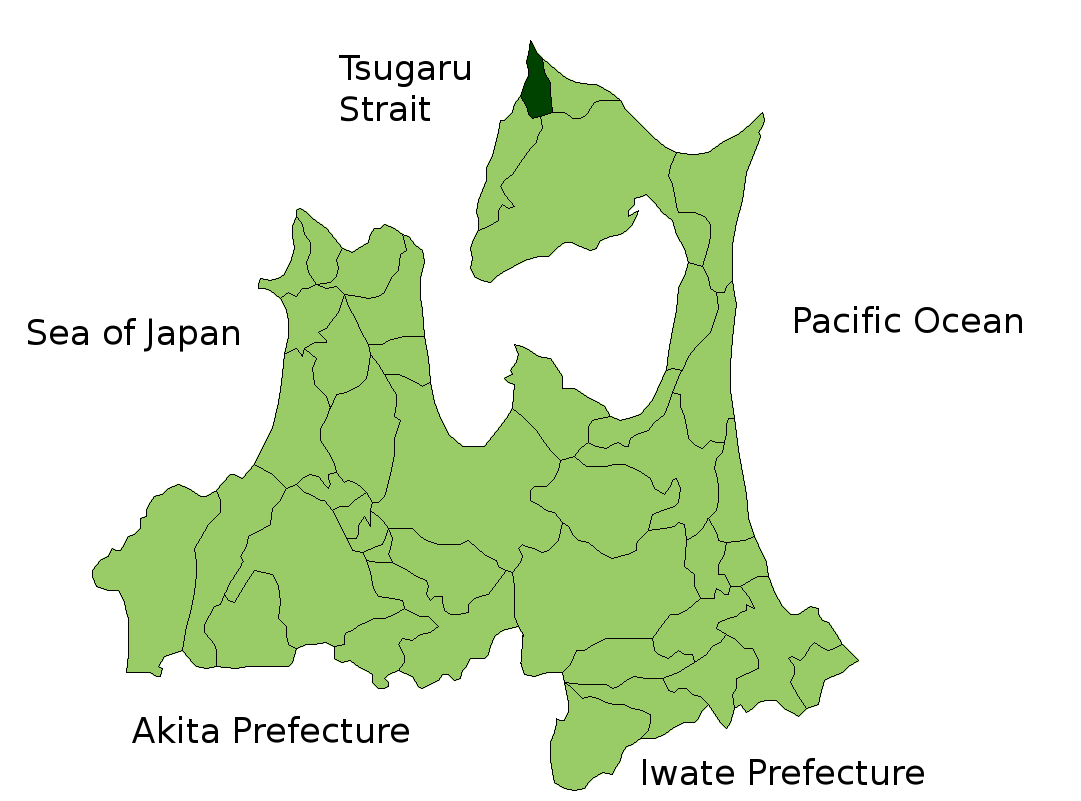
Carte de la préfecture d'Aomori avec le bourg d'Ōma mis en évidence.

Le bourg d'Ōma est situé dans le nord de la péninsule de Shimokita (préfecture d'Aomori), au Japon. Le cap Ōma, situé sur le territoire de la municipalité, est le point le plus au nord de l'île de Honshū. Le bourg a pour municipalités voisines le village de Sai au sud-ouest, la ville de Mutsu au sud et le village de Kazamaura à l'est.

### Démographie
Ōma comptait 5 521 habitants lors du recensement du février 2017.

### Climat
| Mois                                             | jan.       | fév.       | mars      | avril     | mai       | juin      | jui.      | août      | sep.      | oct.      | nov.      | déc.      | année      |
| ------------------------------------------------ | ---------- | ---------- | --------- | --------- | --------- | --------- | --------- | --------- | --------- | --------- | --------- | --------- | ---------- |
| Température minimale moyenne (°C)                | −2,4       | −2,3       | 0         | 4,1       | 8,5       | 12,4      | 16,9      | 19,1      | 16        | 10,3      | 4,8       | −0,3      | 7,3        |
| Température moyenne (°C)                         | 0          | 0,2        | 3,1       | 7,6       | 11,5      | 15,1      | 19,3      | 21,7      | 19,5      | 14        | 8         | 2,2       | 10,2       |
| Température maximale moyenne (°C)                | 2,2        | 2,7        | 6,2       | 11        | 15        | 18,4      | 22,3      | 24,8      | 22,8      | 17,4      | 11        | 4,8       | 13,2       |
| Record de froid (°C) date du record              | −10,2 2001 | −10,7 1984 | −8,2 1978 | −5,3 1984 | 0 2008    | 3,6 1985  | 8,5 1993  | 10 2001   | 6,7 1984  | 0,4 1986  | −5,4 1982 | −10 1984  | −10,7 1984 |
| Record de chaleur (°C) date du record            | 12 1982    | 14,9 2010  | 17,3 1997 | 21,1 2012 | 25,8 1985 | 26,8 2021 | 32,5 2004 | 31,9 1999 | 32,6 2011 | 24,2 2012 | 22 2003   | 15,6 2018 | 32,6 2011  |
| Ensoleillement (h)                               | 71,7       | 100,2      | 165,6     | 203,8     | 202,5     | 175,9     | 155       | 168,8     | 179,2     | 166,1     | 100,2     | 69,9      | 1 758,8    |
| Précipitations (mm)                              | 60,1       | 52,6       | 62,3      | 74,1      | 89,3      | 80,6      | 128,7     | 173,8     | 149       | 111,2     | 96,7      | 79,8      | 1 158,2    |
| dont neige (cm)                                  | 65         | 76         | 36        | 1         | 0         | 0         | 0         | 0         | 0         | 0         | 1         | 29        | 208        |
| Nombre de jours avec précipitations              | 11,1       | 9,8        | 10,6      | 10        | 10,1      | 8,6       | 10,1      | 9,9       | 11        | 11,8      | 13,2      | 12,6      | 128,9      |
| dont nombre de jours avec précipitations ≥ 10 mm | 1,4        | 1,5        | 1,9       | 2,3       | 2,9       | 2,9       | 4,1       | 4,8       | 4,3       | 3,6       | 3,4       | 2,1       | 35,1       |
| Nombre de jours avec neige                       | 9,2        | 10,1       | 4,8       | 0,1       | 0         | 0         | 0         | 0         | 0         | 0         | 0,1       | 4,2       | 28,3       |

| Diagramme climatique                                  |             |          |           |           |              |               |               |           |               |           |             |
| J                                                     | F           | M        | A         | M         | J            | J             | A             | S         | O             | N         | D           |
| 2,2−2,460,1                                           | 2,7−2,352,6 | 6,2062,3 | 114,174,1 | 158,589,3 | 18,412,480,6 | 22,316,9128,7 | 24,819,1173,8 | 22,816149 | 17,410,3111,2 | 114,896,7 | 4,8−0,379,8 |
| Moyennes : • Temp. maxi et mini °C • Précipitation mm |             |          |           |           |              |               |               |           |               |           |             |

## Histoire
Jusqu'à la période historique, la région d'Ōma était habitée par des tribus d'emishi.
Pendant l'ère Edo (1603-1868), la région se développa sous le contrôle du clan Nanbu du domaine de Morioka.
En 1889, à la suite de la réforme cadastrale, le village d'Ōoku est créé en regroupant les hameaux d'Okudo et d'Ōma. Il est renommé Ōma en novembre 1942.
En 2010 débutent les travaux de la centrale nucléaire d'Ōma.

## Villes jumelées
- Huwei (Taïwan)

## Personnalités liées à la municipalité
- Hiroshi Izumi (né en 1982), judoka